# Master Chief Petty Officer of the Coast Guard

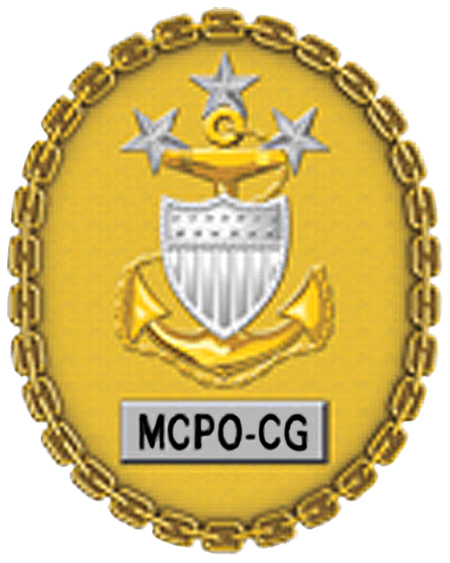
Emblem des MCPOCG

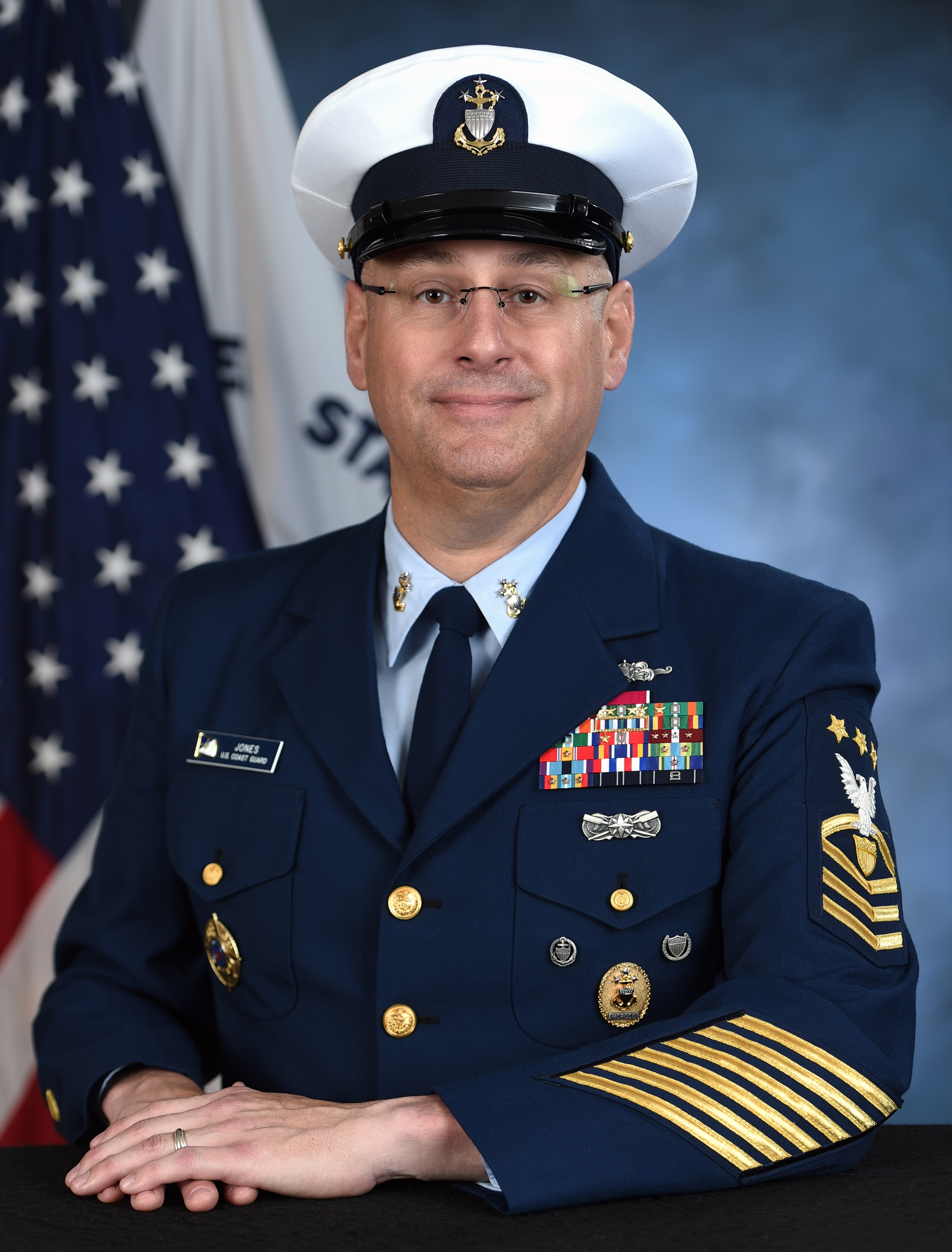
Heath B. Jones, amtierender Master Chief Petty Officer of the Coast Guard

Der Master Chief Petty Officer of the Coast Guard (MCPOCG) ist eine Dienststellung eines Unteroffiziers der United States Coast Guard; er ist zudem Senior Enlisted Advisor. Er wird vom Commandant of the Coast Guard benannt, seine vierjährige Amtszeit korrespondiert mit der des Commandants.

## Amt
Erster Amtsinhaber war Charles Calhoun; derzeitiger (14.) Amtsinhaber ist seit 19. Mai 2022 Heath B. Jones. Seine Aufgaben sind beratender und vermittelnder Funktion innerhalb der Teilstreitkraft, mit übergeordneten Behörden sowie zwischen Küstenwachenmitarbeitern und deren Familienangehörigen. Protokollarisch ist der MCPOCG einem Vizeadmiral gleichgestellt.
Inhaber der Dienststellung sind ausschließlich langgediente Angehörige der amerikanischen Küstenwache.

## Liste der Amtsinhaber
| Nr. | Name                         | Bild | Amtszeit  |
| --- | ---------------------------- | ---- | --------- |
| 1   | MCPOCG Charles L. Calhoun    |      | 1969–1973 |
| 2   | MCPOCG Philip F. Smith       |      | 1973–1977 |
| 3   | MCPOCG Hollis B. Stephens    |      | 1977–1981 |
| 4   | MCPOCG Carl W. Constantine   |      | 1981–1986 |
| 5   | MCPOCG Allen Thiele          |      | 1986–1990 |
| 6   | MCPOCG R. Jay Lloyd          |      | 1990–1994 |
| 7   | MCPOCG Eric A. Trent         |      | 1994–1998 |
| 8   | MCPOCG Vincent W. Patton III |      | 1998–2002 |
| 9   | MCPOCG Frank A. Welch        |      | 2002–2006 |
| 10  | MCPOCG Charles W. Bowen      |      | 2006–2010 |
| 11  | MCPOCG Michael P. Leavitt    |      | 2010–2014 |
| 12  | MCPOCG Steven W. Cantrell    |      | 2014–2018 |
| 13  | MCPOCG Jason M. Vanderhaden  |      | 2018–2022 |
| 14  | MCPOCG Heath B. Jones        |      | seit 2022 |

## Links
- Offizielle Seite (englisch)